# Sialis imbecilla
Sialis imbecilla is een insect uit de familie Sialidae, die tot de orde grootvleugeligen (Megaloptera) behoort.